# 保利達集團
保利達集團（英語：Polytec Group）是香港及澳門商人柯為湘的旗艦控股公司，是一間大型綜合企業，以保利達洋行為核心公司，旗下持有澳門大型服裝公司保利達工業、香港證券商亨達證券、中港澳地產發展商九龍建業（港交所：0034），並透過九龍建業持有澳門地產發展商保利達資產（港交所：0208）。

## 爭議事件

### 紡織城計劃
1990年，澳葡政府向保利達批出黑沙環新填海區土地作紡織工業用途，租賃期為25年。澳門立法會直選議員汪長南批評，政府單憑保利達遞交的一個紙上談兵的計劃而批給保利達18公頃土地，又獲得政府手中獲有的百分之五基本額的一大半；他指政府在誤導公眾的情況下將保利達的「紡織城計劃」描述成「澳門工業的救星」，質疑有人將利益輸送合理化。

### 海一居事件

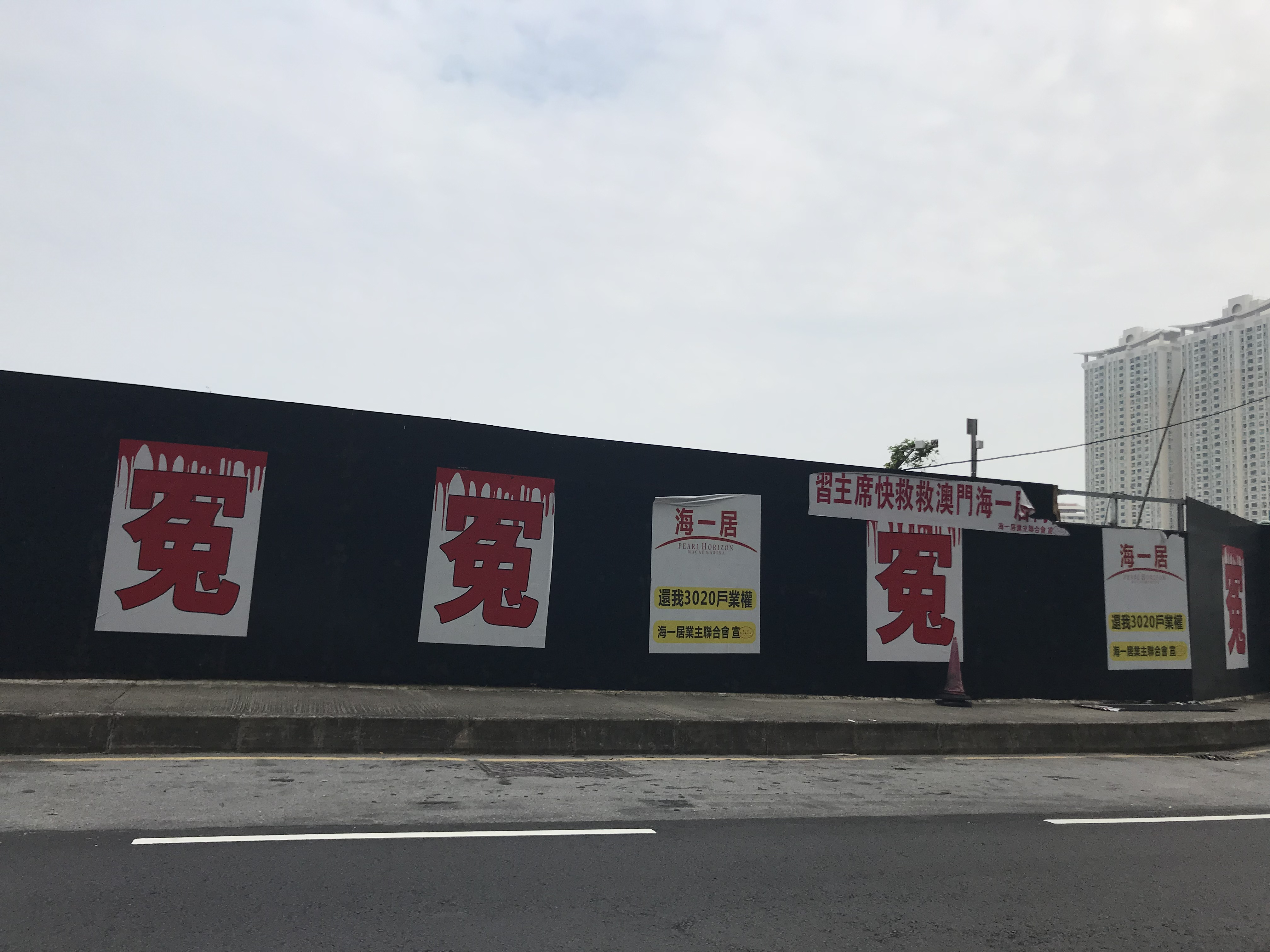
原海一居地盤圍牆外被掛上標語

2006年，澳門特別行政區政府批准黑沙環土地改為商住用途。2009年10月，保利達遞交「海一居」第一份整個項目的發展圖則。2010年，保利達開始預售樓花。2011年1月，工務局批准方案，在其後兩年多時間分別要求保利達就環境、噪音、水質、嗅氣等提交評估報告，後來「海一居」的圖則在2013年10月被當局批准。到了2014年7月，保利達獲得所需的准照，由於25年的土地租賃期將於2015年屆滿，故保利達只剩下一年半時間去完成18幢50層高的海一居住宅項目。根據澳門2013年實施的新《土地法》，為了防止發展商囤積土地，政府有權收回在發展限期前未落成的土地租賃權而不作賠償。
運輸工務司司長羅立文在2015年認為，如土地不獲續期而導致業主的利益受損，可按《樓花法》中的過渡安排處理事件，然而保利達在《樓花法》生效前已經開始預售樓花，且已全數售出的3,020個以樓花型式銷售的單位，涉及銷售金額約120億元澳門幣，若保利達須因未能按合約向業主交付樓宇而賠償雙賠定金，然而2015至16年度中期業績顯示該集團掌握的現金只有2.21億元。
2015年12月25日，海一居的地皮臨時批租期屆滿，數十名業主中午手持抗議標語，要求與保利達集團主席柯為湘見面。
2016年3月15日，柯為湘在北京表示，保利達與澳門特別行政區政府就海一居地段發展的官司「絶對不能輸，亦不會輸」；又指保利達有數十年信譽，小業主絕對可以放心，保利達會負責任。6月9日，海一居地皮因25年臨時批租期屆滿，批給宣告失效，保利達洋行向澳門中級法院提出保全程序，再度被駁回，是繼當年2月請求行政法院勒令澳門行政長官延長批給合同期5年後的第二場敗仗。 11月16日，澳門行政長官崔世安在澳門立法會指政府密切關注海一居事件和關心海一居小業主，表示政府已做大量工作；但政府須依法等待有關司法上訴的最終裁決，方可處理。12月5日，羅立文在立法會會議上澄清，他從來沒有說過政府收回海一居土地之後，會再進行招標及興建，以及會設特別條件讓現時的小業主重新購買；他直言對此做法存有疑問，亦未知澳門法律上是否容許。
12月6日，海一居業主聯合會主席高銘博表示，海一居三百多戶供款業主決定暫時停供樓花，待日後政府與保利達處理妥法律程序後再重新供款。
2017年12月3日，高銘博預告，海一居業主聯合會將在澳門回歸紀念日12月20日發起大遊行表達訴求。
2018年5月23日，澳門特別行政區終審法院裁定保利達集團敗訴，維持中級法院之判決，特區政府合法收回相關閒置土地。保利達集團對該判決表示疑惑，並將與法律團隊研究對策。同日下午4時正，政府發言人辦公室舉行新聞發佈會，會上行政法務司司長陳海帆表示，特區政府將執行法院判決，收回相關土地。陳海帆表示，保利達洋行與海一居樓花購買者之間存在樓花預約買賣合約，是民事合同的雙方當事人；隨著土地的收回，該等合同將無法履行；如果樓花購買者不能與保利達洋行達成賠償協議，則需循司法途徑解決雙方的合同糾紛，特區政府將會退回已徵收的印花稅，亦會依法提供法律援助。特區政府建議，把收回的土地利用為日後興建都市更新而準備的置換房（或稱中轉房），並在置換房中撥出一部分單位讓海一居樓花購買者購買。基於此建議的目的和前提是幫助樓花購買者上樓或改善居住環境，因此有關購買需設定幾個基本條件：一是可以購買置換房的，只能是原來樓花預約購買者中的自然人；二是不論其原來購買的單位數量，每名購買者（夫妻視為一名購買者）只可購入一個單位；如果多人聯名購入的，可購買的單位數不多於原購入樓花的單位數目；購買的價格與在物業登記局登記的樓花預約買賣合同中的訂定的樓宇尺價相同、面積相近。另外，由於終審宣判結果，保利達旗下的港交所上市公司保利達資產當日中午停牌，待公布內幕消息，停牌前報0.67港元。
5月24日晚，保利達表示，聽取法律意見後，董事會認為，由於澳門特區政府對海一居項目發展所需發出的審批及許可證有延誤，導致項目在到期日前不能完成；故有強烈的法律依據和理由，在可行範圍內向澳門特區政府提出賠償損失的申請，包括預期項目完成後所產生的所有利潤損失。夜晚10時許，海一居過百名業主就不滿政府提出的解決方案，於保利達售樓處聚集舉行會議；並要求與政府及保利達舉行三方會談，更有業主期間高呼「不要私樓變公屋，要原圖則收樓」。6月7日，27名澳門立法會議員向柯為湘發出聯署信函，要求保利達集團及其屬下保利達洋行盡快向原海一居項目購買者退還相關樓款，履行有關合約責任及社會責任。
2019年6月3日，澳門行政長官崔世安發出批示，符合都市更新暫住房及置換房法律制度條件的原「海一居」樓花及易手樓花買家，可於6月17日至8月16日，向都市更新股份有限公司申請購買興建於黑沙灣新填海區「P」地段的置換房，逾期未申請者將喪失購買資格。置換房的每平方米實用面積售價按原「海一居」樓花合約計算，原「海一居」樓花的個人、夫婦或共同擁有的買家均只能購買一個置換房。
2020年4月6日，澳門行政法院就保利達集團起訴澳門當局，索償253.5億元或重新判給P地段土地案作出裁定，原告保利達集團敗訴，海一居地皮被收回。

### 控告媒體誹謗
澳門中文媒體《訊報》在2017年就「海一居事件」發表了一系列評論文章，當中兩篇的標題分別為「發展商涉嫌詐騙跡象明顯」和「『霸王合同』令苦主勝訴無門」，保利達認為相關評論涉嫌「誇大其詞」和「措辭失當」，損害其名譽，故控告《訊報》和評論文章的作者李江「誹謗」，而被告人則否認控罪，表示所寫的內容都有根據，又認為是「斷章取義」和「歪曲事實」的誣告，以及被人用法律手段威逼「收聲」。該案件是澳門新聞史上首次有大型企業成功檢控媒體或評論員在公開評論公眾事件時觸犯誹謗罪。
澳門中葡雙語報章《澳門平台》有評論文章說，保利達告《訊報》誹謗案事件是大型企業打壓澳門言論自由及新聞自由的一種嘗試，若然得逞，將是澳門新聞工作者的悲劇。

## 外部連結
- 保利達集團網站